# جامعة أسيوط

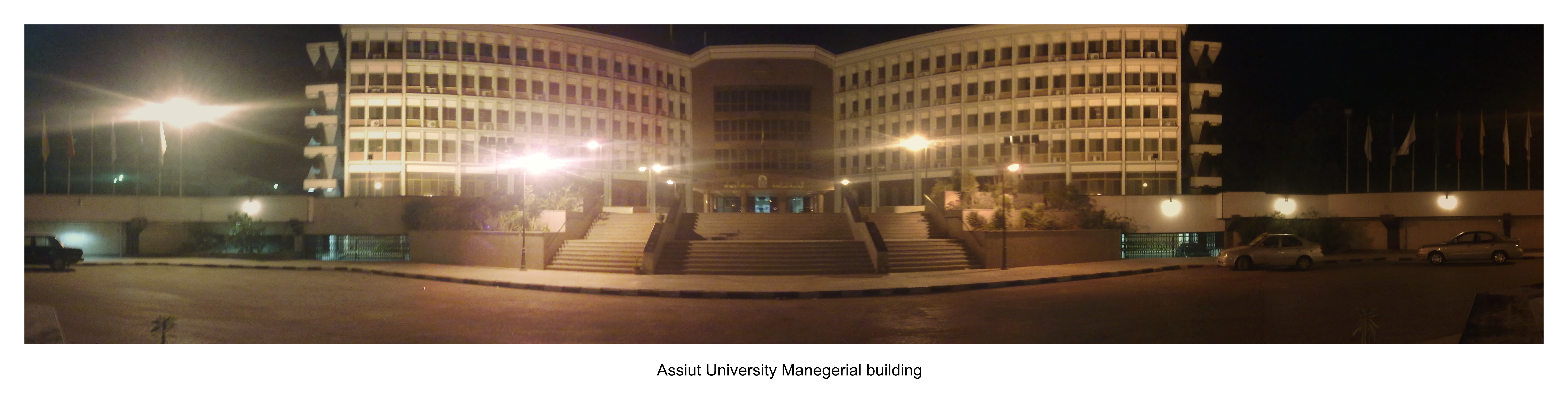

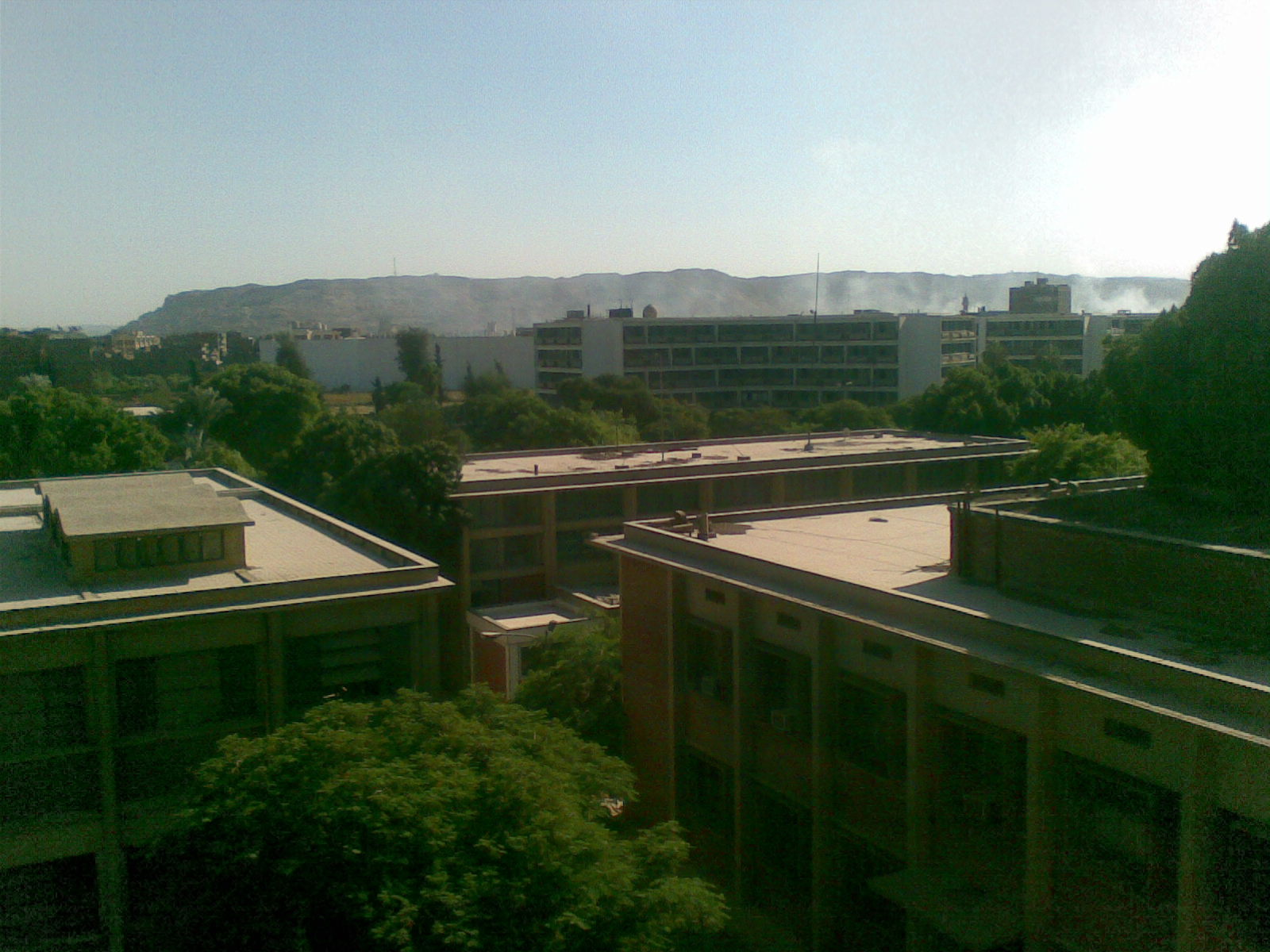

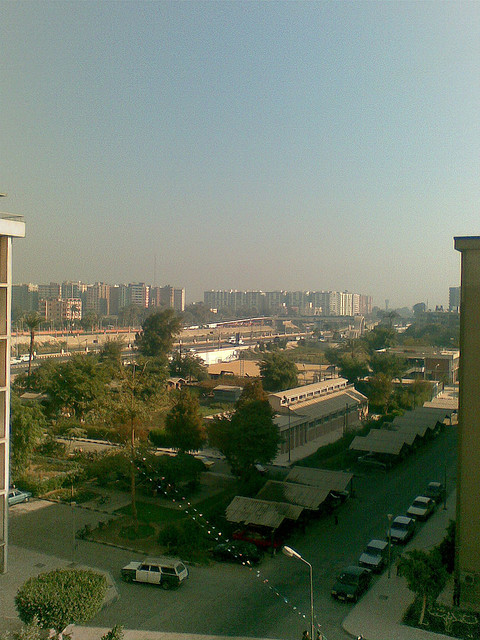

جامعة أسيوط (بالإنجليزية: Assiut University)‏ هي جامعة حكومية مصرية تقع في مدينة أسيوط، تأسست في أكتوبر 1957 كأول جامعة في صعيد مصر.
تسخر الجامعة إمكاناتها وتوجيهها لتحقيق رؤيتها من خلال توفير التعليم المطلوب في الحاضر والمستقبل؛ بالإضافة إلى إعداد أجيال قادرة على المنافسة في سوق العمل على المستويين المحلي والدولي، ومؤهلة للحصول على التميز في تطوير البحث العلمي والتكنولوجيا والبرامج البحثية التي تساهم في تنمية المجتمع.

## التاريخ
في سنة 1949 تقدمت لجنة الاحتفالات القومية بوزارة المعارف (بمناسبة الذكرى المئوية لوفاة محمد علي الكبير والي مصر) بمشروع لإنشاء جامعة بمديرية أسيوط يطلق عليها اسم «جامعة محمد علي»، وأقر مجلس الوزراء هذا المشروع وصدر به المرسوم بقانون رقم 156 لسنة 1949. وقد نص ذلك المرسوم على فترة تحضير تتراوح بين أربع وسبع سنوات لإعداد الإمكانات اللازمة لافتتاح الدراسة، كما نص على أن تتكون الجامعة من الكليات الآتية:
- كلية الآداب
- كلية التجارة
- كلية الحقوق
- كلية الزراعة
- كلية الطب
- كلية العلوم
- كلية الهندسة

انتهى العمل بها رسميا عام 1952 تحت اسم جامعة محمد علي، إلا انه بعد ثورة 1952 تم تغيير اسمها إلى جامعة اسيوط، وهي بذلك رابع جامعة حكومية مصرية من حيث تاريخ الإنشاء (بعد جامعات القاهرة، والإسكندرية، وعين شمس على الترتيب)، وأول جامعة تنشأ في صعيد مصر.
غير أن المشروع لم يخرج إلى حيز الوجود الفعلي إلا بعد قيام ثورة يوليو، حيث أعيد في أواخر عام 1955 بعث مشروع جامعة أسيوط، فأوفدت له البعثات العلمية وأعيدت دراسة المشروع لوضعه موضع التنفيذ، وبدأت الدراسة بالفعل في كليتي العلوم والهندسة في أكتوبر 1957

## الشعار
يتكون شعار الجامعة من درع على شكل لوحة قمتها إلى أعلى وقاعدتها إلى أسفل، وبها قرص الشمس الذي يشع الضوء منه على اسم جامعة أسيوط المكتوب بالخط الكوفي، وتمتد من قرص الشمس إشعاعات على هيئة أيدٍ تعطي الخير، كما أن أحرف اسم الجامعة ترتفع سامقة نحو الضياء.

## الرؤساء
رأس جامعة أسيوط 14 رئيساً منذ إنشائها وحتى اليوم هم
- الأستاذ الدكتور سليمان حزين (مديراً للجامعة من 1 أكتوبر 1955 إلى 30 سبتمبر 1965) وعين بعدها وزيراً للثقافة.
- الأستاذ الدكتور حسين أحمد فهيم (مديراً للجامعة من 14 أكتوبر 1965 إلى 23 سبتمبر 1966)
- الأستاذ الدكتور عبد الوهاب البرلسي (مديراً للجامعة من 29 أغسطس 1967 إلى 27 أكتوبر 1968) وعين بعدها وزيراً للتعليم العالي.
- الأستاذ الدكتور محمد حمدي النشار (رئيس الجامعة من 8 مارس 1969 إلى 24 نوفمبر 1974 ومن 3 مايو 1975 إلى 15 أغسطس 1979) وعين وزيراً للمالية بين الفترتين.
- الأستاذ الدكتور حسن حمدي إبراهيم (رئيس الجامعة من 16 أغسطس 1979 إلى 19 أغسطس 1980) وعين بعدها رئيساً لجامعة القاهرة.
- الأستاذ الدكتور عبد الرازق حسن (رئيس الجامعة من 20 أغسطس 1980 إلى 31 يوليو 1991)
- الأستاذ الدكتور محمد رجائي الطحلاوي (رئيس الجامعة من 1 أغسطس 1991 إلى 16 يناير 1996) وعين بعدها محافظاً لأسيوط.
- الأستاذ الدكتور محمد رأفت محمود (أول رئيس للجامعة من خريجيها وذلك من 17 يناير 1996 إلى 12 يوليو 2004) والأمين العام للجامعات العربية وعين بعدها محافظاً للفيوم ثم رئيسا لجامعة مصر للعلوم والتكنولوجيا
- الأستاذ الدكتور محمد إبراهيم عبد القادر (رئيس الجامعة من 8 أغسطس 2004 إلى 31 يوليو 2006).
- الأستاذ الدكتور عزت عبد الله أحمد (رئيس الجامعة من 1 أغسطس 2006 إلى أبريل 2008) وعين بعدها محافظاً لبني سويف.
- الأستاذ الدكتور مصطفى محمد كمال (من أبريل 2008 إلى يوليو 2013)
- الأستاذ الدكتور محمد عبد السميع عيد (من أغسطس 2013)[5]
- الأستاذ الدكتور أحمد عبده جعيص
- الأستاذ الدكتور طارق عبد الله الجمال (رئيس الجامعة الحالي منذ 19 أغسطس 2018)[6]

يجدر بالذكر أيضاً أن 17 من رؤساء الجامعات المصرية (بخلاف جامعة أسيوط) السابقين والحاليين كانوا يعملون
أعضاء هيئة التدريس بجامعة أسيوط أو من خريجيها، ومن هؤلاء:
- في جامعة عين شمس: الأستاذ الدكتور محمد محمد الهاشمي
- في جامعة طنطا: الأستاذ الدكتور محمد كمال العقاد (مؤسس الجامعة) والأستاذ الدكتور رأفت مصطفى عيسى
- في جامعة الزقازيق: الأستاذ الدكتور محمد عبد اللطيف والأستاذ الدكتور عبد الحميد بهجت
- في جامعة قناة السويس: الأستاذ الدكتور عبد الحميد عثمان محمد (مؤسس الجامعة) والأستاذ الدكتور أحمد إسماعيل خضير
- في جامعة المنوفية: الأستاذ الدكتور مصطفى بهجت عبد المتعال والأستاذ الدكتور محمد إبراهيم
- في جامعة سوهاج: الأستاذ الدكتور محمد رأفت محمود (الذي عاد إلى جامعة اسيوط رئيسا لها عام 1996م والأستاذ الدكتور مصطفى محمد كمال (الذي عاد إلى جامعة أسيوط رئيساً لها عام 2008) والأستاذ الدكتور محمد سيد إبراهيم (الرئيس الحالى لجامعة سوهاج)

## التصنيفات
في 28 أكتوبر 2021، أعلن رئيس جامعة أسيوط، عن نجاح الجامعة في إحراز تقدم ملحوظ في ترتيبها الإفريقي والعالمي، وذلك وفقاً تصنيف يو إس نيوز آند وورد ريبورت لأفضل الجامعات العالمية، والمختص بتصنيف الجامعات وترتيب الأفضل منها على مستوى العالم. فقط جاءت الجامعة في الترتيب 804 عالمياً لعام 2022،  لتتقدم بذلك نحو 88 درجة مقارنةً بتصنيف العام السابق.

## الكليات

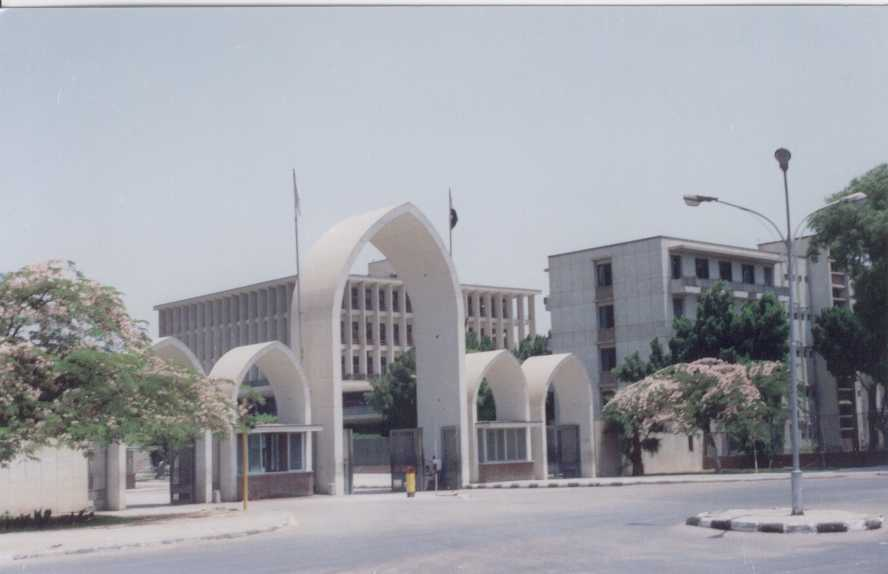

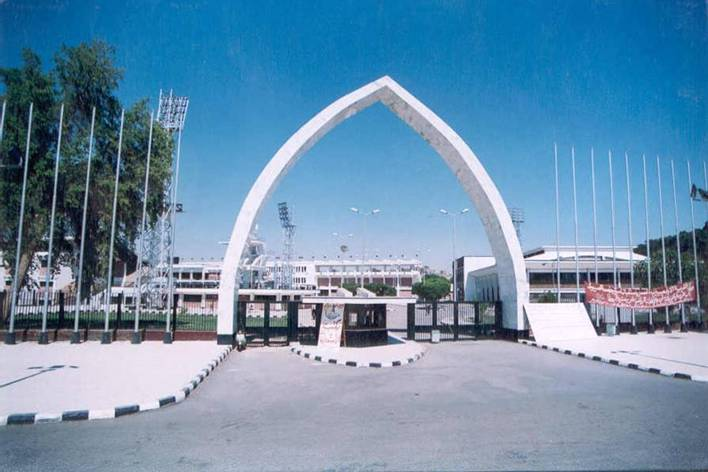

تضم جامعة أسيوط الكليات التالية (مرتبة حسب تاريخ بدء الدراسة في كل منها):
- كلية العلوم (جامعة أسيوط) (1957)
- كلية الهندسة (جامعة أسيوط)(1957)
- كلية الزراعة (جامعة أسيوط)(1959)
- كلية الطب (جامعة أسيوط)(1960)
- كلية الصيدلة (جامعة أسيوط)(1961)
- كلية الطب البيطري (جامعة أسيوط)(1961)
- كلية التجارة (جامعة أسيوط)(1963)
- كلية التربية  (1966)
- كلية الحقوق (جامعة أسيوط) (1975)
- كلية التربية الرياضية (جامعة أسيوط) (1981)
- كلية التمريض كلية التمريض (أنشئت تحت اسم «المعهد العالي للتمريض» عام 1982)
- كلية التربية بالوادي الجديد  (1993)
- كلية الخدمة الاجتماعية (جامعة أسيوط) (1995)
- كلية الآداب (جامعة أسيوط) (1996)
- كلية التربية النوعية (جامعة أسيوط) (1989)
- المعهد الفني للتمريض  (1997)
- كلية الحاسبات والمعلومات (جامعة أسيوط)(2001)
- كلية طب الأسنان (جامعة أسيوط) (2012)
- كلية الفنون الجميلة  (2016)
- كلية التربية للطفولة المبكرة جامعة أسيوط (2017)
- كلية تكنولوجيا صناعة السكر والصناعات التكاملية (2017)

## المعاهد
- معهد بحوث ودراسات تكنولوجيا صناعة (1995)
- معهد جنوب مصر للأورام (1997)

## مستشفيات جامعة أسيوط

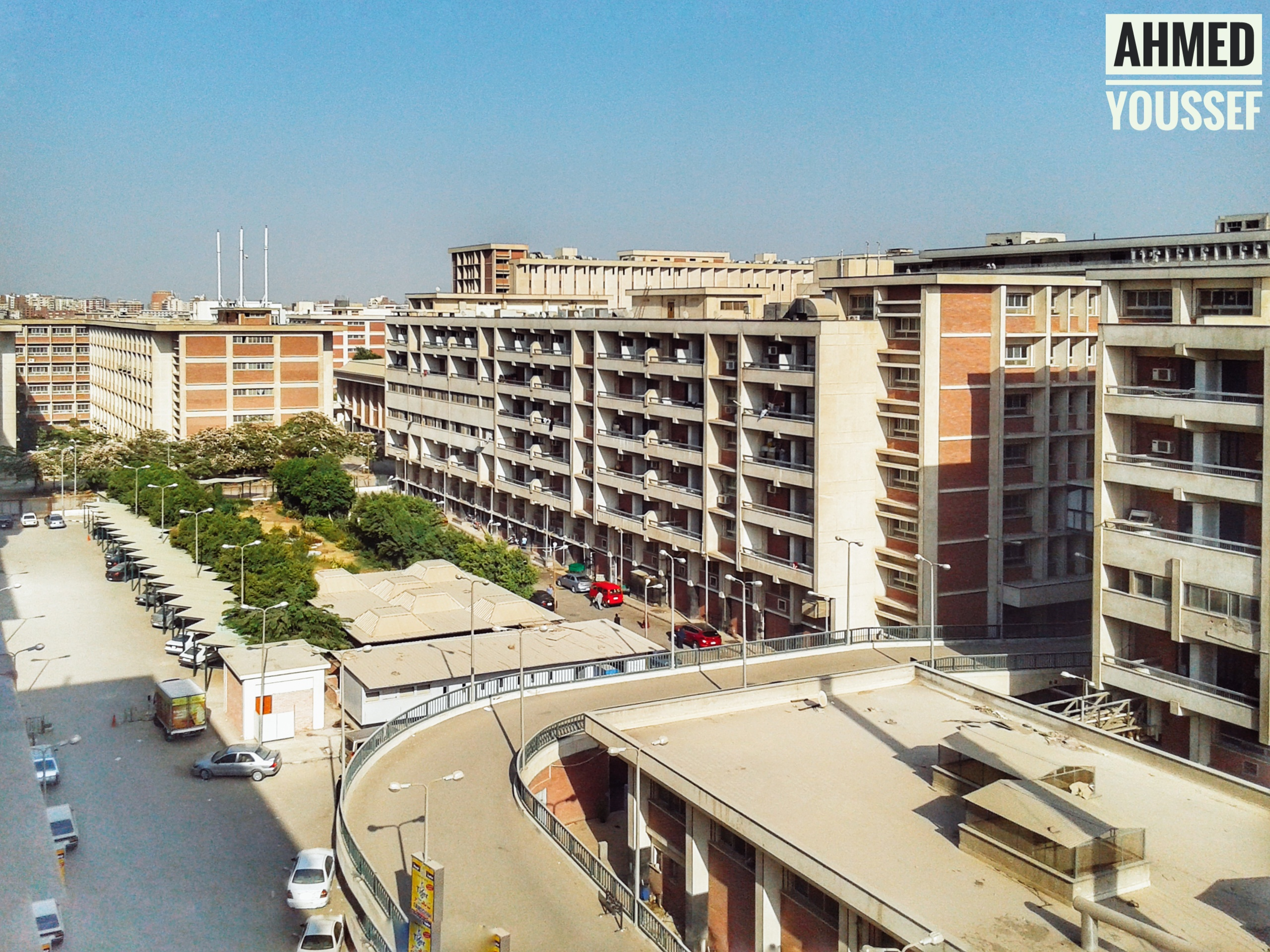

تقع مستشفيات جامعة أسيوط (باستثناء مستشفى معهد الأورام) داخل الحرم الجامعي الرئيسي، وتشمل المستشفى الجامعي الرئيسي (وهو أكبر وأقدم مستشفى جامعي في صعيد مصر) ومستشفي الأطفال الجامعي ومستشفي صحه المرأة ومستشفي معهد الأورام ومستشفي الطلاب ومستشفى المخ والأعصاب والأمراض العصبية والنفسية ومركز الكلى والمسالك البولية (قيد التجهيز).هذا اضافه إلى معهد أمراض وجراحة القلب ومركز الراجحي للكبد وهما تحت الإنشاء.
يضم المستشفى الجامعي بأسيوط 2027 سريراً، من بينها 94 سرير عناية مركزة، كما يضم 46 غرفة عمليات تجرى فيها حوالي 240 عملية جراحية يومياً.
يتردد على العيادة الخارجية بالمستشفى حوالي 3000 مريض يومياً، كما يتردد على وحدات الطوارئ المختلفة بالمستشفى حوالي 1000 مريض يومياً، وقد قدر في عام 2009 أن مستشفيات جامعة أسيوط قد قامت بتقديم الخدمة الطبية لحوالي مليون مريض عن طريق أقسام الطوارئ والعيادات الخارجية بها. وفي المستشفى 36 غرفة عمليات تجرى فيها حوالي 160 عملية يومياً. ويعمل بالمستشفى حوالي 1478 طبيباً و6428 من العاملين بالتمريض والخدمات الطبية المعاونة.
بينما يحتوي مستشفى صحة المرأة على 300 سريراً، 80% منها مجاني والباقي مخصص للتأمين الصحي والعلاج الخاص.
كما تضم مستشفيات جامعة أسيوط أحد أكبر وحدات الجراحات الميكروسكوبية في مصر والعالم العربي وهي وحدة الجراحات الميكروسكوبية التابعة لقسم جراحة العظام بالجامعة والتي أنشئت عام 1995.

## المراكز والوحدات ذات الطابع الخاص
يبلغ عدد الوحدات ذات الطابع الخاص والمركز البحثية 72 مركزا علي مستوى إدارة الجامعة والكليات. ومنها:
- مركز دراسات وبحوث تنمية جنوب الوداي
- وحدة الميكروسكوب الإلكتروني
- مركز فطريات
- مركز تطوير التعليم الجامعي
- مركز تعليم اللغة الإنجليزية
- مركز بحوث الدواء
- مركز المعلومات والتوثيق ودعم اتخاذ القرار
- وحدة نقل التكنولوجيا الصناعية
- وحدة إنتاج نباتات الزينة
- وحدة إنتاج الدواجن
- وحدة براءة الاختراع
- معمل التحليل والاستشارات الفنية للتربة
- مركز الإرشاد الزراعى والتنمية الريفية
- مركز البحوث التربوية والنفسية
- وحدة بحوث البيولوجيا الجزيئية
- الهندسة الوراثية
- مركز صحة المرأة
- المستشفى الجامعى التعليمى
- المركز التخصصى للتواصل مع الصم والعميان
- مركز دراسات المستقبل
- مركز نشر المقررات الألكترونية
- مركز الدراسات والبحوث البيئية
- مركز دراسات اللغة الفرنسية
- مركز تعليم اللغة الروسية
- مكتب نقل المعرفة
- وحدة إدارة المشروعات
- جمعية الميكولوجيا الأساسية والتطبيقية
- مركز تنمية مهارات اعضاء هيئة التدريس والقيادات
- مركز ضمان الجودة والاعتماد
- مركز وحده الإنتاج الحيواني
- معمل انتاج الغذاء
- مركز شبكة المعلومات
- مركز تعليم اللغة العربية
- الميكروسكوبية بجامعة أسيوط وحدة الجراحات الميكروسكوبية
- مركز دراسات وبحوث حقوق الإنسان
- مركز الترجمة والبحوث اللغوية

## أعضاء هيئة التدريس ومعاونوهم
- كان يعمل بالجامعة عند بدء الدراسة بها عام 1957م 21 من أعضاء هيئة التدريس فقط، بالإضافة إلى ستة معيدين
- بعد خمس سنوات من إنشاء الجامعة (أي في عام 1962م) ارتفع العدد إلى 94 عضواً بهيئة التدريس و137 معيداً
- وفي عام 1967م أي بعد مرور عشر سنوات على بدء الدراسة بالجامعة وإنشاء 8 كليات بها أصبحت تضم 241 عضواً بهيئة التدريس بالإضافة إلى 330 معيداً
- ثم ازداد عدد أعضاء هيئة التدريس ومعاونيهم تدريجياً مع إنشاء الكليات الجديدة بالجامعة حتى وصل في عام 1997 إلى 1250 عضواً و 1000 من معاوني أعضاء هيئة التدريس.
- أما أعضاء هيئة التدريس بالجامعة حالياً فوصل عددهم عام 2007 إلى 2355 منهم 580 من الإناث بنسبة 24.6%، كما وصل عدد معاوني أعضاء هيئة التدريس من المدرسين المساعدين والمعيدين إلى 1408 منهم 677 من الإناث أي بنسبة 48%.

## خريجون بارزون
- إبراهيم سمك: أحد علماء الطاقة النظيفة في الاتحاد الأوروبي، ورئيس المجلس الأوروبي للطاقة المتجددة لفترتين على التوالي.
- خيري رمضان: صحفي ومقدم برامج تلفزيونية، تخرج في قسم الصحافة بكلية آداب أسيوط.
- د. طارق الجمال: رئيس وحدة الجراحات الميكروسكوبية بالجامعة ومؤسس تخصص الجراحة الميكروسكوبية بصعيد مصر، والرئيس الرابع عشر للجامعة.
- طارق لطفي: ممثل سينمائي وتلفزيوني، تخرج في كليه التجارة بجامعة أسيوط.
- د. عبد الباسط السيد: رئيس قسم الفيزياء الحيوية بالمركز القومي للبحوث في مصر، وعضو هيئة الإعجاز العلمي للقرآن والسنة. خريج كلية علوم أسيوط سنة 1964.
- د. عبد المتين موسى: ثالث رئيس لجامعة جنوب الوادي، وأستاذ جراحة الأذن والأنف والحنجرة الأسبق بجامعة أسيوط.
- عزت الطيري: شاعر وعضو اتحاد كتاب مصر. حصل على بكالوريوس الزراعة من جامعة أسيوط سنة 1978
- د. محمود أبو العيون: رئيس البنك المركزي المصري بين عامي 2001 و2003. حصل على بكالوريوس الاقتصاد من جامعة أسيوط عام 1973.
- مصطفى بكري: سياسي وبرلماني وكاتب صحفي. حاصل على ليسانس آداب وتربية من جامعة أسيوط.
- د. مصطفى رجب: شاعر وكاتب، وعميد سابق لكلية التربية بجامعة سوهاج وأستاذ ورئيس قسم بها. يعمل الآن رئيسًا للجهاز التنفيذي لهيئة محو الأمية وتعليم الكبار.

## الأساتذة البارزون
- د. أحمد مدحت إسلام (1924 - 2006): أستاذ كيمياء عضوية. عمل أستاذًا مساعدًا بقسم الكيمياء بجامعة أسيوط عام 1959.
- د. جلال زكي: أستاذ جراحة العظام ومؤسس قسم جراحة العظام بالجامعة ورئيسه منذ إنشائه وحتى عام 1996، ورئيس سابق لجمعية جراحة العظام المصرية. حاصل على جائزة الدولة التقديرية في العلوم الطبية ووسام التميز من الطبقة الأولى (2002).
- د. حسين كمال الدين (1913 ـ 1987): عمل أستاذًا لكرسي المساحة والجيوديسية بجامعة أسيوط بين عامي 1961 و1971، وكان في الوقت نفسه وكيلاً لكلية الهندسة بأسيوط.
- د. خالد عبد القادر عودة: أستاذ بقسم الجيولوجيا بكلية علوم أسيوط وأحد أعلام جماعة الإخوان المسلمين وابن المستشار عبد القادر عودة.
- د. طارق الجمال: رئيس وحدة الجراحات الميكروسكوبية بالجامعة، والرئيس الرابع عشر للجامعة.
- د. عبد الرازق حسن: أستاذ الجراحة العامة، والرئيس السادس للجامعة بين عامي 1980 و1991.
- د. عبد المتين موسى: ثالث رئيس لجامعة جنوب الوادي، وأستاذ جراحة الأذن والأنف والحنجرة الأسبق بجامعة أسيوط.
- د. عبد الوهاب البرلسي: أستاذ علم الأدوية (الفارماكولوجيا)، شغل منصب مدير جامعة أسيوط في الفترة عامي 1967 و1968 ثم وزير التعليم العالي بين عامي 1968 و1971.
- د. محمد حمدي النشار: أستاذ بقسم المحاسبة بكلية تجارة أسيوط، وهو الرئيس الرابع للجامعة وأول عميد لكلية التجارة بها.
- د. محمد رجائي الطحلاوي: أستاذ بقسم هندسة التعدين، والرئيس السابع للجامعة ومحافظ أسيوط الأسبق.

## فروع الجامعة السابقة
كانت جامعة أسيوط تضم فروعاً لها بالمنيا (أنشئ 1966) وقنا (أنشئ 1970) وسوهاج (أنشئ 1971) وأسوان (أنشئ 1973).
انفصلت هذه الفروع تباعاً عن جامعة أسيوط مكونة جامعات مستقلة، حيث استقلت الكليات الموجودة بالمنيا عن جامعة أسيوط في العام الجامعي 1976/1977 حيث أنشئت جامعة المنيا، وذلك بالقانون رقم 93 لسنة 1976م، كما استقلت الكليات التابعة لجامعة أسيوط في فروع سوهاج وقنا وأسوان وأصبحت تكون جامعة جنوب الوادي بالقرار الجمهوري رقم 22 لسنة 1995، ولم تلبث أن استقلت جامعة سوهاج عن جامعة جنوب الوادي رسميًا سنة 2006.

## وصلات خارجية
- الموقع الرسمي